# Capsammina
Capsammina es un género incertae saedis de foraminífero bentónico del suborden Allogromiina y del orden Allogromiida. Su especie tipo es Capsammina patelliformis. Su rango cronoestratigráfico abarca desde el Holoceno.

## Clasificación
Capsammina incluye a la siguiente especie:
- Capsammina patelliformis